# Karel Rybníček
Karel Rybníček (5. února 1919 Kozlov – 5. října 1945 Hartley Wintney) byl český palubní navigátor 311. československé bombardovací perutě RAF.

## Život

### Před druhou světovou válkou
Karel Rybníček se narodil 5. února 1919 v Kozlově na Velkomeziříčsku a zemědělské usedlosti čp. 1 svého otce Otto Rybníčka. Odmaturoval na reálném gymnáziu a nastoupil ke studiu na Vysoké škole zemědělské v Brně. Byl oštěpařem v atletickém klubu Moravská Slavia Brno.

### Druhá světová válka
Po německé okupaci v březnu 1939 pokračoval Karel Rybníček ve vysokoškolském studiu ve francouzském Grignonu, kde mu jeho mateřská vysoká škola vyřídila stipendium. Dne 24. září 1939 byl prezentován v Paříži u zde vznikající československé zahraniční jednotky. Byl zařazen k jezdectvu a v prvním pololetí roku 1940 absolvoval poddůstojnickou školu. Po pádu Francie v červnu 1940 se dostal do Maroka, kde byl jako uprchlík bez dokladů zatčen a odeslán na nucené práce na Saharu. Po několika dnech uprchl a v Tangeru se přihlásil britským úřadům. Odtud se přes Gibraltar dostal do Spojeného království. Zde opět sloužil u Československé armády v zahraničí v kulometné rotě, absolvoval řadu zdokonalovacích kurzů a v roce 1941 důstojnickou školu. V červenci 1942 se dobrovolně přihlásil do Royal Air Force, kam byl 11. srpna přijat a následně vycvičen pro funkci palubního navigátora mj. v Kanadě a na Bahamách. Po ukončení výcviku byl 26. července 1944 zařazen k 311. československé bombardovací perutě, se kterou následně absolvoval protiponorkové hlídkové lety nad oceánem. První operační let absolvoval 18. září 1944 a do konce války jich absolvoval třicet.

### Po druhé světové válce

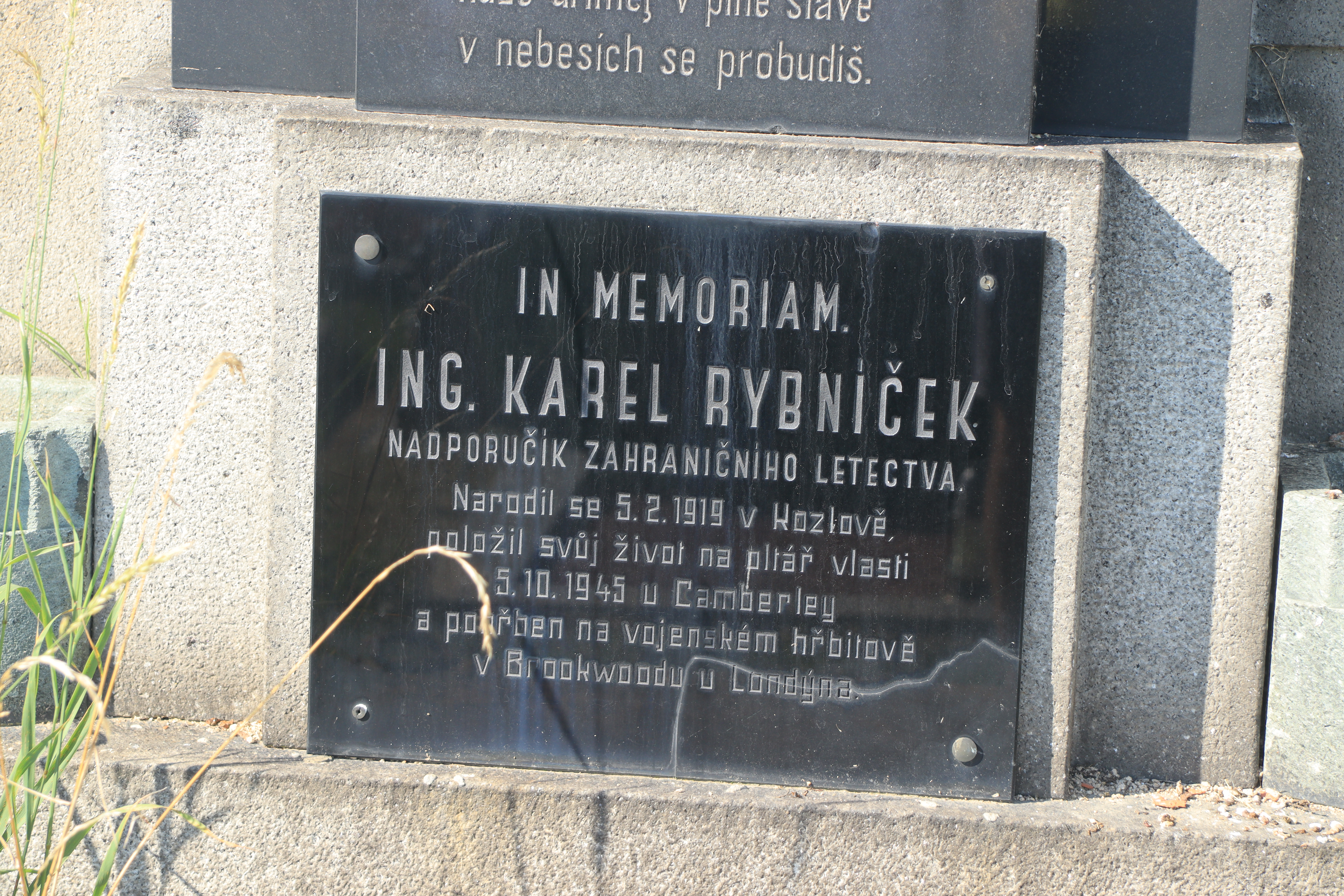
Pamětní deska na rodinném hrobě v Pozďatíně

Po skončení druhé světové války se Karel Rybníček v srpnu 1945 vrátil do Československa. 311. peruť sloužila k dopravním účelům mezi Spojeným královstvím a osvobozenou vlastí a Karel Rybníček zůstal nadále jejím příslušníkem. Dne 5. října 1945 byl členem posádky stroje Consolidated B-24 Liberator GR Mk.VI KG867 PP-N pod velením Jaroslava Kudláčka, který odstartoval ze základny Blackbushe k letu do Prahy. Letounu se po vzletu vzňal motor a při pokusu o návrat se zřítil u obce Hartley Wintney. Karel Rybníček, další čtyři členové posádky a třináct cestujících včetně žen a dětí zahynulo. Pohřben byl 11. října v československém oddělení hřbitova v Brookwoodu. Dosáhl hodnosti podporučíka.

## Ocenění

### Vyznamenání
- Pamětní medaile československé armády v zahraničí
- Československý válečný kříž 1939

### Posmrtná ocenění
- Karlu Rybníčkovi byl v roce 1946 in memoriam udělen titul inženýra na Vysoké škole zemědělské v Brně
- Karel Rybníček byl v roce 1991 in memoriam povýšen do hodnosti plukovníka